# Ragnall mac Gofraid
Pour les articles homonymes, voir Ragnald.
Ragnall mac Gofraid ou Gothraidh en gaélique  (mort en 1005) Røgnvaldr Guðrøðsson en vieux norrois est un dirigeant de  l'Île de Man , parfois considéré comme Ragnald Ier de Man.

## Origine
Fils de Godfraid. On ignore s'il a régné sur l'Ile de Man, comme un souverain indépendant ou comme un roi subordonné aux Orcades du Jarl Sigurd Ier Digri.
Les Annales d'Inisfallen et les Annales d'Ulster qui le nomment « ri na nInnsi » (roi des îles) relèvent simplement sa mort dans le Munster en 1005. De son côté le Chronicon Scotorum qui note le même événement le désigne également sous le nom de « ri na Indsi » (roi Inse Gall) mais précice qu'il était « Ragnall mac Gotfrith meic Aralt »,

## Postérité
Ragnall laisse une importante postérité.
- Olaf, père de Godfrey († 1075)[7], Sitric († 1073)[8]  et d'autres fils († 1087)[9]
- Margad Ragnaldson
- Cacht († 1054) épouse de Donnchad mac Briain (?)